# Бельгия на летних Олимпийских играх 1908
Бельгия принимала участие в Летних Олимпийских играх 1908 года в Лондоне (Великобритания) во второй раз за свою историю, и завоевала одну золотую, пять серебряных и две бронзовые медали. Сборная страны состояла из 88 спортсменов. Команда заняла десятое место в общекомандном медальном зачёте.

## Медалисты
| Медаль  | Спортсмен | Вид спорта           | Дисциплина                           |
| ------- | --- | -------------------- | ------------------------------------ |
| Золото  | Пауль ван Асбрук | Стрельба             | Мужчины, пистолет, 50 ярдов          |
| Серебро | Режиналь Сторм | Стрельба             | Мужчины, пистолет, 50 ярдов          |
| Серебро | Пауль ван Асбрук Режиналь Сторм Шарль Помье дю Верже Рене Энгльбер                                                                   | Стрельба             | Мужчины, пистолет, 50 ярдов, команды |
| Серебро | Полидор Вейрман Франсуа Вергухт Жорж Мийс Марсель Моримон Реми Орбан Родольф Пома Оскар де Сомвиль Оскар Талман Альфред ван Ландегем | Академическая гребля | Мужчины, восьмёрки                   |
| Серебро | Анри Веваутерс Леон Уйбрехст Луи Уйбрехтс                                                                                            | Парусный спорт       | Класс «6 м»                          |
| Серебро | Виктор Боэн Оскар Грегуар Арман Доннерс Арман Мейбом Альбер Мишан Жозеф Плетинк Фернан Фейяртс                                       | Водное поло          | Мужчины                              |
| Бронза  | Жозеф Вербрук | Велоспорт            | Мужчины, 20 км                       |
| Бронза  | Поль Анспах Дезире Борен Фернан Босман Фердинан Фейерик Фернан де Монтиньи Франсуа Ром Виктор Виллем                                 | Фехтование           | Мужчины, командная шпага             |

## Результаты соревнований

### Академическая гребля
Олимпийские соревнования по академической гребле проходили с 28 по 31 июля в гребном центре в Хенли-он-Темс, где ежегодно проводятся соревнования Королевской регаты. В каждом заезде стартовали две лодки. Победитель заезда проходил в следующий раунд, а проигравший завершал борьбу за медали. Экипажи, уступавшие в полуфинале, становились обладателями бронзовых наград.
Мужчины
| Соревнование | Спортсмены   | Первый раунд         | Четвертьфинал                | Полуфинал            | Финал                | Место                |
| Соревнование | Спортсмены   | Соперник / Результат | Соперник / Результат         | Соперник / Результат | Соперник / Результат | Место                |
| ------------ | ------------ | -------------------- | ---------------------------- | -------------------- | -------------------- | -------------------- |
| одиночки     | Жозеф Эрманс | не участвовал        | GBRА. Маккаллох П неизвестно | завершил выступление | завершил выступление | завершил выступление |